# Lions de HSBC
Divers bâtiments du sièges et des succursales de la Hongkong and Shanghai Banking Corporation (plus tard appelée HSBC) présentent une paire de sculptures de lion. Ces « lions de HSBC » sont devenus des points de repère distinctifs à part entière à Hong Kong et à Shanghai, et une autre paire est également présente à Londres.
Les lions de Hong Kong sont représentés sur des billets du dollar de Hong Kong (en) et sont considérés comme l'un des symboles phares de HSBC, à tel point que la société est connue localement sous le nom de la « Banque du Lion ». Les lions de HSBC sont également présents sur toutes les cartes de crédit et de débit HSBC dans leur modèle de 2017.
L'influence des lions de HSBC est telle, que dans certaines parties de la Chine, des lions gardiens plus ou moins inspirés des lions de Shanghai ou de Hong Kong sont devenus un genre distinct de sculptures architecturales produites en série par des producteurs locaux (sans autorisation de HSBC) sous le nom de « lions de HSBC » (en chinois : 汇丰狮), et généralement commercialisés auprès des banques et autres institutions financières.

## Shanghai (1923)

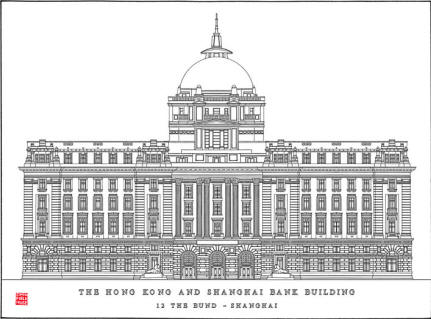
Dessin du bâtiment HSBC à Shanghai, montrant le placement des lions près des portes principales.

Le premier ensemble de sculptures de lion est commandé pour le nouveau bâtiment de HSBC (en) du Bund à Shanghai, ouvert en 1923. Le directeur général Alexander Stephen (en) écrit, en 1921, que l'inspiration pour sa décision de commander leur sculpture lui était venue de la vision des imposants lions devant l'arsenal de Venise.

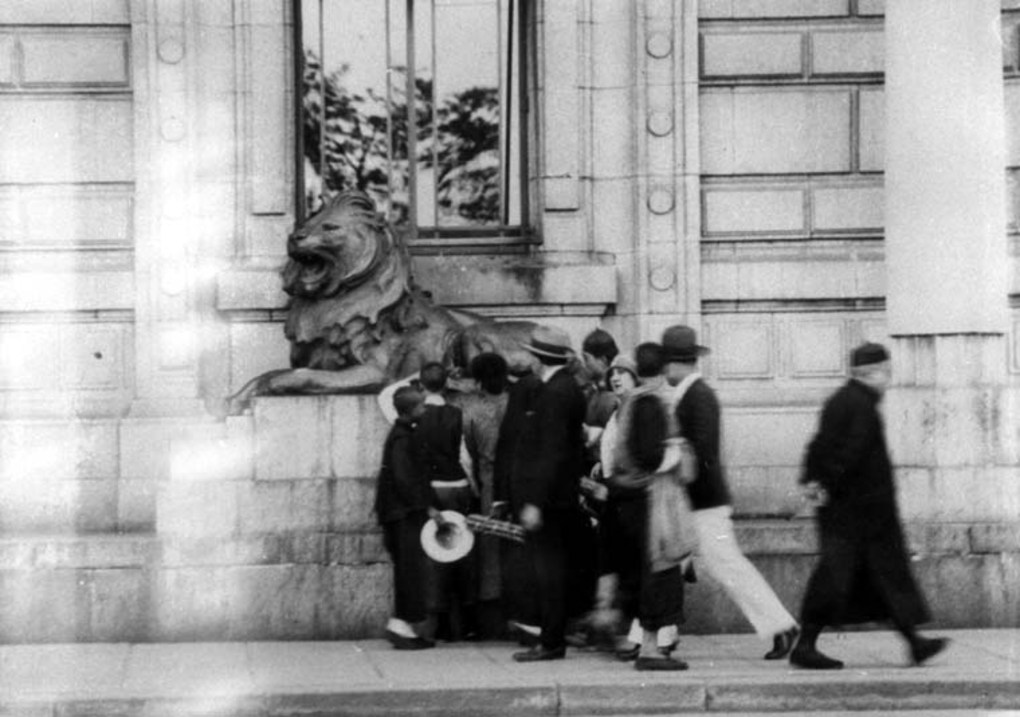
Il était de tradition que cela portait bonheur de « caresser » la patte du lion du bâtiment de HSBC à Shanghai (photographie des années 1920).

Fondés par J.W. Singer & Sons dans la ville anglaise de Frome, sur un dessin d'Henry Poole (en), ces lions sont rapidement devenus une partie de la scène de Shanghai, et les passants ont commencé à les caresser affectueusement en croyant que cela attirerait le pouvoir et l'argent. Les sculptures sont progressivement nommées « Stephen » et « Stitt ». Stephen en l'honneur d'Alexander Gordon Stephen, ancien directeur de la succursale de Shanghai, et directeur général de HSBC en 1923, et Stitt en l'honneur de Gordon Holmes Stitt, alors directeur de Shanghai. Stephen est représenté rugissant, tandis que Stitt au repos, ce qui représenterait le caractères des deux personnages.

## Hong Kong (1935)

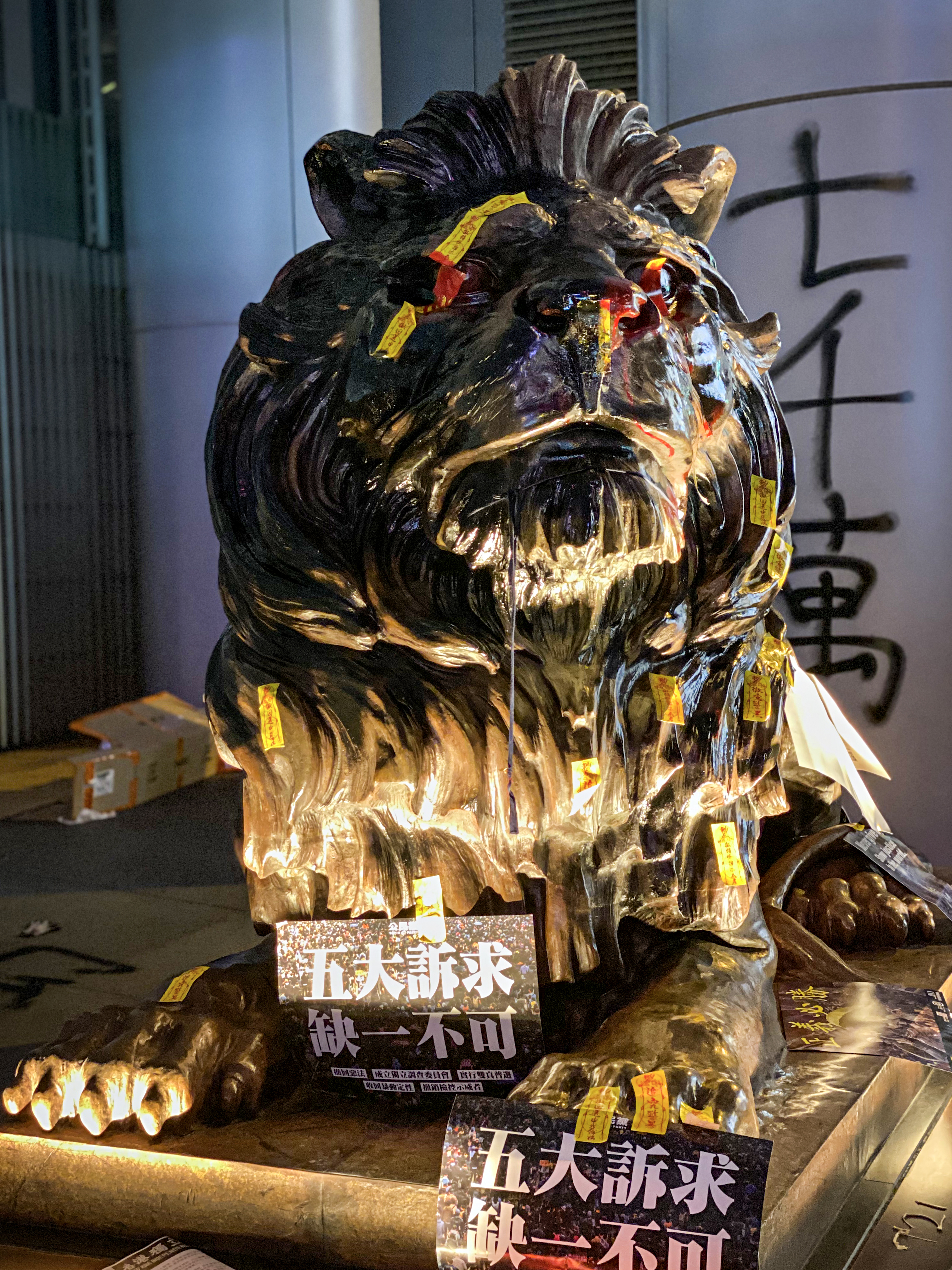
Dégradations causés sur un lion de HSBC lors d'une manifestation à Hong Kong le 1er janvier 2020.

Lorsque HSBC décide de construire son troisième siège social au 1 Queen's Road de Central à Hong Kong, ouvert en 1935, la banque commande deux lions de bronze au sculpteur britannique W.W. Wagstaff, basé à Shanghai. Cette commande est inspirée par la présence des lions du bureau de Shanghai, et les lions de Hong Kong sont modelés sur leurs modèles mais pas non plus exactement identiques.
Wagstaff travaille avec le contremaître de la Shanghai Arts and Crafts, Chou Yin-hsiang, qui, dans une entrevue avec John Loch du magazine interne de HSBC Group News en juin 1977, rappelle que lorsqu'il avait rejoint Arts and Crafts pour la première fois, il avait travaillé avec Wagstaff pendant deux ans pour faire les lions, sans avoir à apprendre un mot d'anglais : Wagstaff parlait parfaitement le dialecte de Shanghai. Bossu, Wagstaff est surnommé Lao Doo Pei, ce qui signifie « Vieux Bossu ». Son fils, inévitablement, est surnommé Sau Doo Pei (« Jeune Bossu »). Wagstaff avait deux fils : Don, tué dans la marine pendant la Seconde Guerre mondiale, et Alex, tué alors qu'il est interné à Shanghai par les Japonais. Chou Yin-hsiang lui-même se rend à Hong Kong en 1935 et, en 1977, il est le propriétaire de Jeh Hsing Metal Works et coule toujours du bronze pour HSBC.
Comme pour les lions de Shanghai, ceux de Hong Kong deviennent des objets de vénération et des foyers de l'excellent feng shui perçu par la banque. De jeunes couples amènent encore leurs bambins caresser les pattes et le museau des statues en espérant attirer la chance et la prospérité.

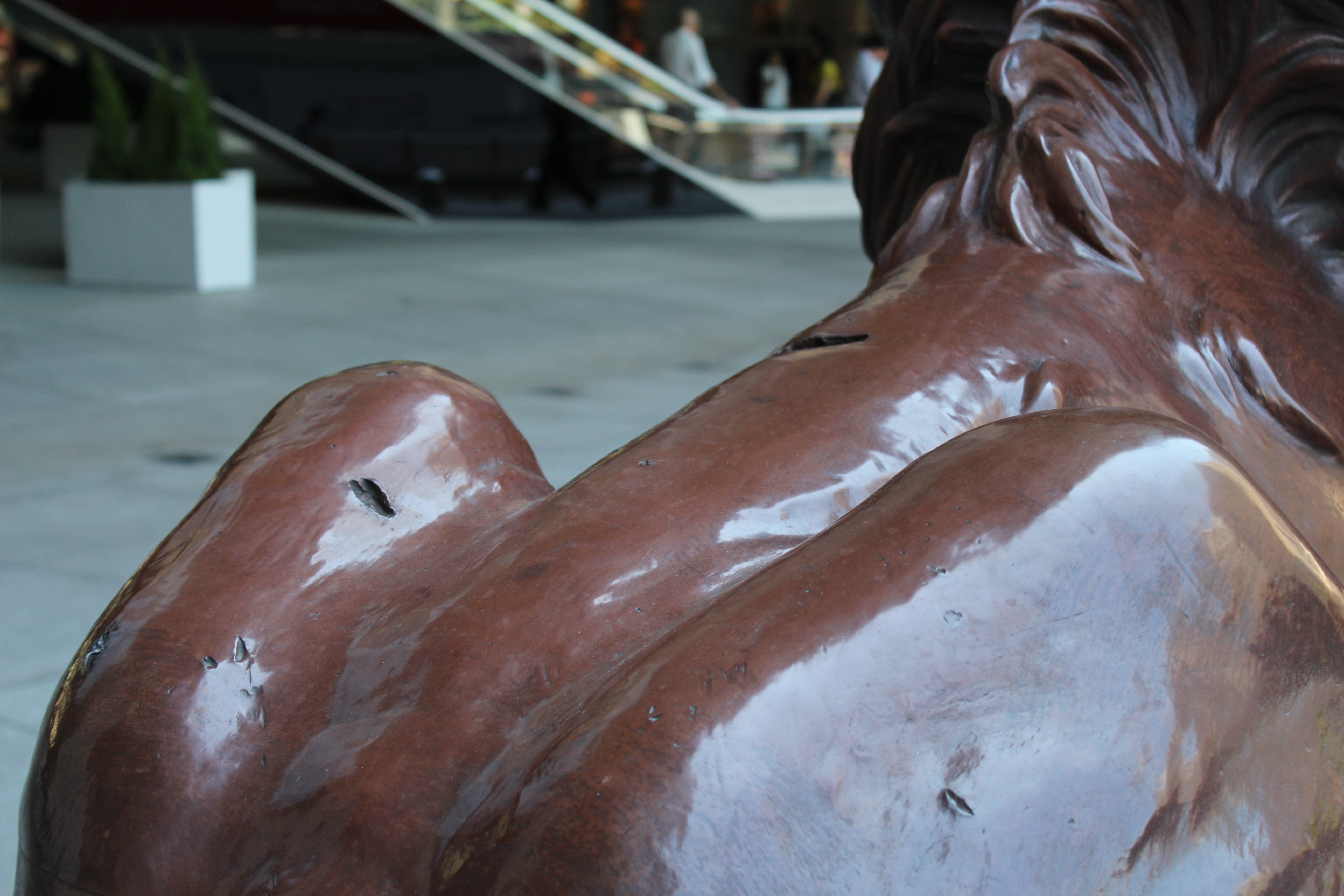
Dommages causés par des éclats d'obus probablement lors de la bataille de Hong Kong de 1941.

Lorsque le bâtiment de 1935 ferme ses portes pour la dernière fois le 26 juin 1981, les lions avaient été déplacés dans l'annexe depuis le 19 juin. La démolition, par China Swiss Engineers, commence le 6 juillet. Les lions sont temporairement déplacés le 4 juin 1982 à Statue Square, en face de l'entrée principale. Comme pour marquer une marque du respect envers les sculptures, le déménagement à Statue Square, et le retour en 1985, sont accompagnés par le président Michael Sandberg et la haute direction de la banque, et leur placement temporaire puis définitif n'est fait qu'après de longues consultations avec des experts en feng shui.
Mis à part leur séjour de 4 ans dans l'annexe et sur Statue Square, les lions n'ont quitté qu'une seule fois leurs postes de gardiens de l'entrée de la banque de Des Voeux Road (en) : quand ils ont été confisqués par les Japonais et envoyés au Japon pour y être fondus. Heureusement, la guerre s'est terminée avant que cela ne se produise, et les lions ont été retrouvés par un marin américain dans un chantier naval d'Osaka en 1945. Ils sont renvoyés quelques mois plus tard et restaurés dans leurs emplacements d'origine en octobre 1946.
Le lion situé à droite de l'entrée du siège de HSBC est incendié lors d'énormes manifestations pour la démocratie le 1er janvier 2020, la banque étant visée pour la fermeture d'un compte bancaire de financement de protestation le mois précédent pour blanchiment d'argent.

## Londres (2002)

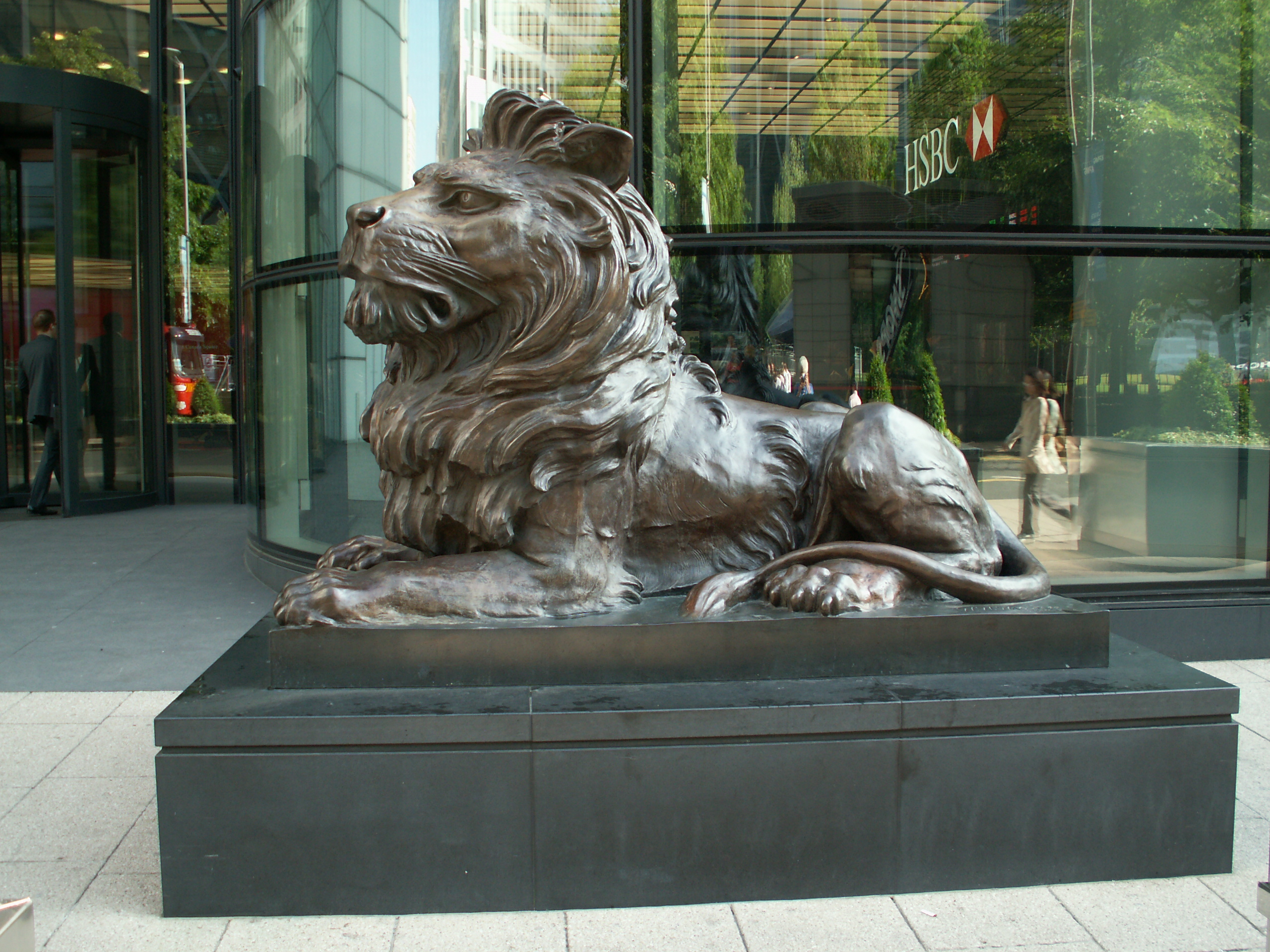
Le lion « Stitt » de Londres.

Après la réorganisation des activités de HSBC en l'actuel Groupe HSBC, le siège du groupe est transféré à Londres et son nouveau bâtiment central, situé au 8 Canada Square, dans le quartier de Canary Wharf de l'île aux chiens, ouvre en 2002. Une paire de lions est de nouveau commandée pour le nouveau siège. C'est une réplique fidèle de ceux de Hong Kong, incluant même les signatures de W.W. Wagstaff dans le bronze. Le moulage est effectué à la Bronze Age Foundry dans la ville voisine de Limehouse, dirigée par le sculpteur néo-zélandais d'origine zambienne Mark Kennedy. Cependant, celui-ci est prié de ne pas reproduire les « blessures de guerre » des lions de Hong Kong dans les copies car ils devront gagner leurs propres cicatrices de bataille.

## Shanghai (2010)
En 2010, une autre paire de lions, encore une fois des copies des originaux, est commandée pour le nouveau siège social du groupe en Chine dans l'immeuble Shanghai IFC du quartier de Lujiazui, de l'autre côté de la rivière par rapport à l'ancien siège de HSBC à Shanghai.

## Liste des refontes des statues des lions de HSBC
Ce qui suit est une liste de copies en bronze et de refontes des lions de HSBC :
- À Hong Kong :
  - Hong Kong (actuels) (1935) – inspirés des originaux de Shanghai ; sculptés par W.W. Wagstaff et coulés par la Shanghai Arts and Crafts.
  - Hong Kong (répliques) (en) (2015) – copies des lions de Hong Kong ; pour la célébration du 150e anniversaire de HSBC.
- En Chine :
  - Shanghai (originaux) (1923) – sculptés par Henry Poole RA, coulés par J.W. Stinger & Sons. Les originaux sont exposés au musée d'histoire de Shanghai (en).
  - Shanghai (répliques) (en) (vers 1997) – copies des originaux de Shanghai, commandées par la Shanghai Pudong Development Bank, propriété du gouvernement, après avoir racheté l'ancien bâtiment de HSBC.
  - Shanghai (actuels) (2010) – copies des lions de Hong Kong.
- Au Royaume-Uni :
  - Londres (2001) – copies des lions de Hong Kong ; coulés par la Bronze Age Foundry à Limehouse, sous la direction de Mark Kennedy[11].
  - Birmingham (en) (2018) - copies des lions de Hong Kong.

Divers autres bâtiments de HSBC à travers le monde présentent des lions gardiens - souvent des copies de taille réduite de ceux de Shanghai ou de Hong Kong avec divers degrés de fidélité, bien que d'autres utilisent des modèles totalement indépendants, tels que les lions gardiens chinois.

### Lions arc-en-ciel

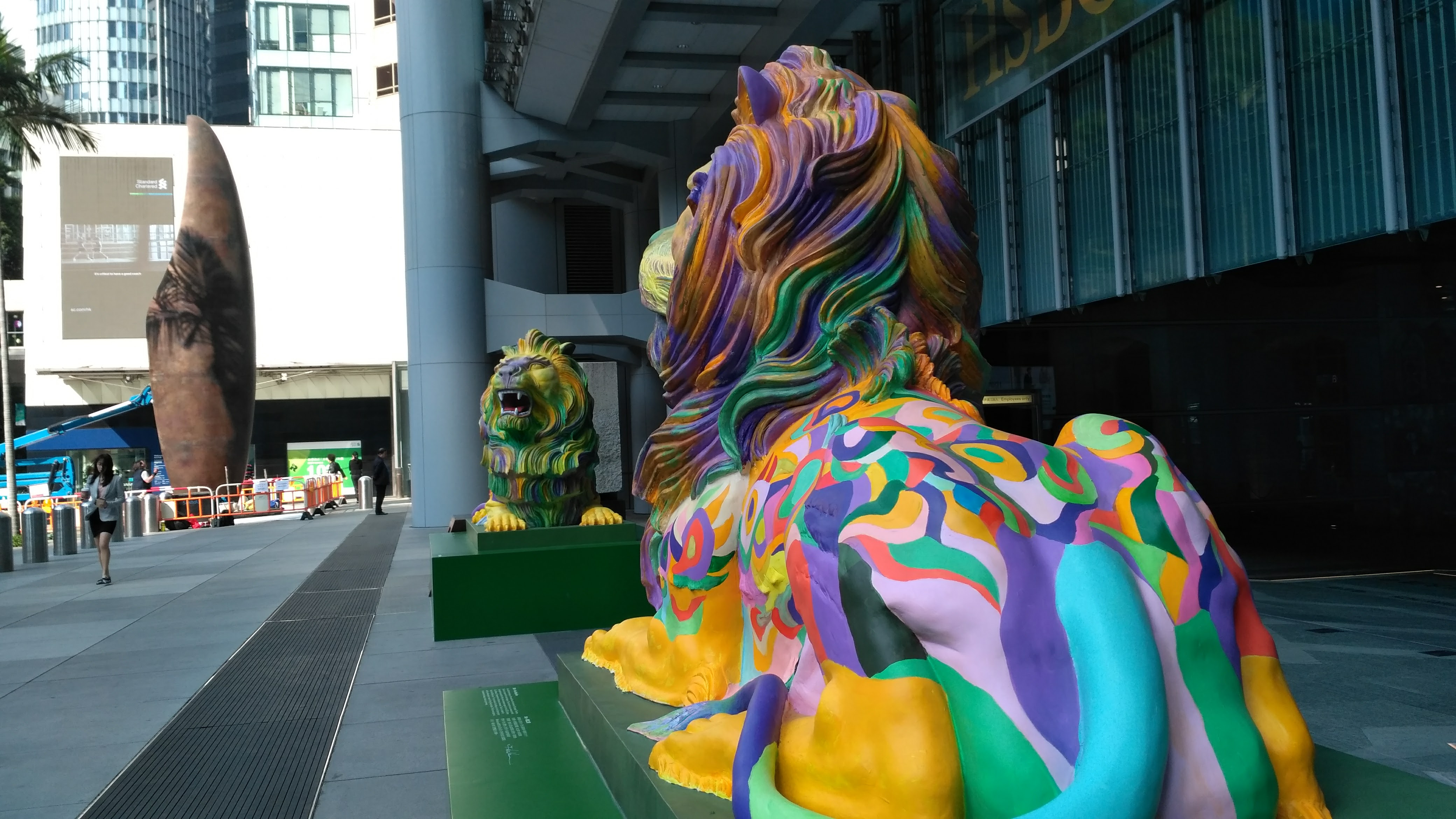
Les lions arc-en-ciel devant le siège de HSBC à Hong Kong.

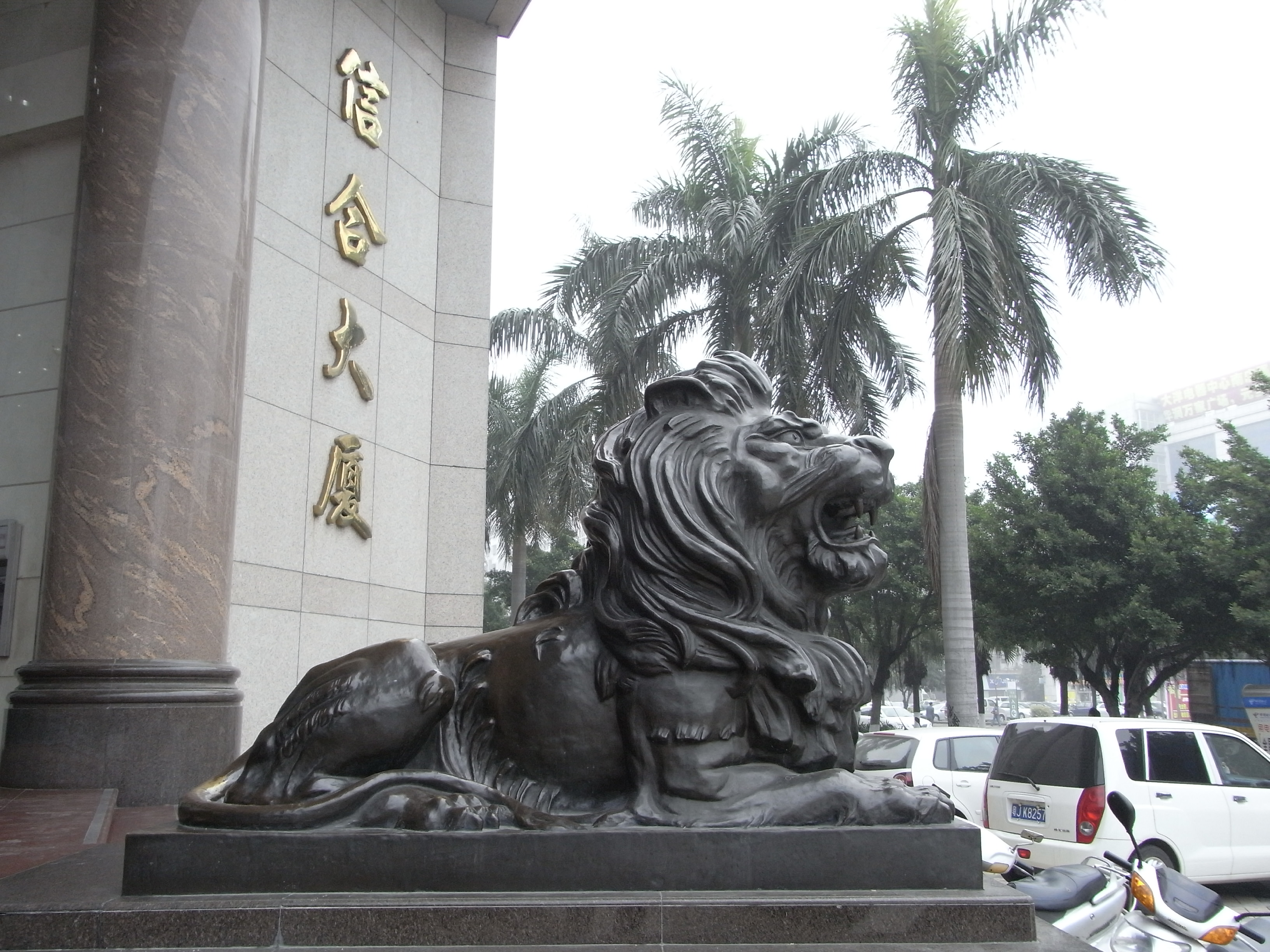
Un exemple de lion de HSBC « contrefait » en Chine, faisant partie d'un couple situé à Xinhui.

En 2016, HSBC installe deux répliques arc-en-ciel des lions à son siège de Hong Kong de Queen's Road, en reconnaissance des droits des LGBT. Les œuvres sont conçues par Michael Lam. Elles sont retirées après une pétition en ligne lancée par Roger Wong Wai-ming et d'autres actionnaires concernés. Stephen était peint en rayures tandis que Stitt était peint en cercles. Les lions ont finalement été acceptés par le Philippine Global Service Center et sont aujourd'hui sur Commonwealth Avenue (en) à Quezon City